# Tsuyoshi Nakao
Tsuyoshi Nakao (japanisch 中尾 剛 Nakao Tsuyoshi; * 29. Mai 1983 in der Präfektur Kagoshima) ist ein ehemaliger japanischer Fußballspieler.

## Karriere
Nakao erlernte das Fußballspielen in der Schulmannschaft der Yokkaichi Chuo Technical High School. Seinen ersten Vertrag unterschrieb er 2002 bei den Ventforet Kofu. Der Verein spielte in der zweithöchsten Liga des Landes, der J2 League. Ende 2002 beendete er seine Karriere als Fußballspieler.